# 4814 Casacci
4814 Casacci eller 1978 RW är en asteroid i huvudbältet som upptäcktes den 1 september 1978 av den rysk-sovjetiske astronomen Nikolaj Tjernych vid Krims astrofysiska observatorium på Krim. Den har fått sitt namn efter italienaren Claudio Casacci.
Asteroiden har en diameter på ungefär 13 kilometer.